# Charles Fitzgerald (Gouverneur)

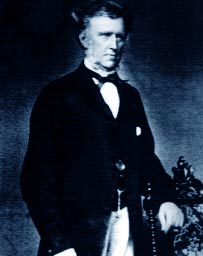
Charles Fitzgerald

Charles Fitzgerald (* 1791; † 29. Dezember 1887 in Kilkee, County Clare) war ein britischer Marineoffizier und Kolonialgouverneur von Gambia und Western Australia.

## Leben
Fitzgerald entstammte der irischen Gentry und war der Sohn von Robert Fitzgerald, Gutsherr von Geraldine House in Kilkee im County Clare. Seine Familie war eine Nebenlinie der Dukes of Leinster. Im März 1809 trat er der Royal Navy bei und diente längere Zeit bei der Küstenwache. 1833 wurde er zum Lieutenant befördert. Als erster Offizier der Schiffe Cruiser und Belvidera wurde er von 1833 bis 1836 in den Gewässern von Nordamerika und der Karibik eingesetzt, 1838 bekämpfte er vor der westafrikanischen Küste den Sklavenhandel. 1840 erlitt er schwere Verwundungen und kehrte als Invalide nach England zurück, wo er zum Commander befördert und unter Halbsold gestellt wurde. Seine erste Gattin Lucy Austin, die er 1837 geheiratet hatte, starb 1843.
Von 1844 bis 1847 hatte Fitzgerald den Posten des Gouverneurs der Kolonie Gambia inne. Nach einer Dienstzeit ohne besondere Vorkommnisse wurde er im Oktober 1847 zum Gouverneur von Western Australia ernannt. Da er jedoch darauf bestand, zunächst den ihm noch zustehenden Urlaub zu nehmen. Während diesem heiratete er 1848 in zweiter Ehe Eleanora Caroline Elwes und kam schließlich erst im August 1848 in Perth an.
Nach seiner Ankunft in Australien musste Fitzgerald feststellen, dass die finanziellen Reserven der Kolonie beinahe aufgebraucht waren. Die Kolonie bestand nur aus grob 5.000 Siedlern, und die schwierige wirtschaftliche Situation erschwerte die Anwerbung neuer Siedler. Fitzgerald setzte sich für die Erkundung der Bodenschätze der Kolonie ein. Auf einer Inspektionsreise zu einer neuentdeckten Bleimine im Dezember 1848 wurde er durch Aborigines mit einem Speer am Bein verwundet und entkam nur knapp mit seinem Leben. Fitzgerald gelang es, die Wirtschaft der Kolonie wieder anzukurbeln. Nachdem er die Siedler überzeugt hatte, veranlasste er, dass mehrere Gruppen von Sträflingen von England in die Kolonie überführt wurden, so dass durch deren Zwangsarbeit die Kolonie vorangebracht werden konnte. 1855, am Ende der Dienstzeit von Fitzgerald, waren insgesamt 3.668 Sträflinge nach Western Australia gebracht worden, von denen die Hälfte das Recht besaß, im privaten Sektor Arbeit anzunehmen. Insgesamt wuchs die Bevölkerungszahl der Kolonie unter Fitzgerald auf etwa 12.000 an. Fitzgerald wurde um 1850 in den Rang eines Captain der Royal Navy befördert.
1855 kehrte er nach Ende seiner Amtszeit auf das Familienanwesen im irischen Kilkee zurück, wo er 1887 im Alter von über 90 Jahren starb.

## Auszeichnungen und Ehrungen
1857 wurde er als Companion des Order of the Bath ausgezeichnet.
Die Stadt Geraldton in Western Australia wurde nach ihm benannt.